# XOXO (Album)
XOXO ist das zweite Studioalbum des deutschen Rappers Casper. Es erschien am 8. Juli 2011 über das Label Four Music. XOXO stieg in der ersten Verkaufswoche auf Platz eins der deutschen Albumcharts ein, was gleichzeitig auch Caspers erste Platzierung in den Charts ist. Das Album wurde mit dreifachem Goldstatus für über 300.000 verkaufte Exemplare ausgezeichnet.

## Hintergrund
Casper kündigte fast drei Jahre nach seinem Debütalbum Hin zur Sonne und seinem Wechsel zum Düsseldorfer Label Selfmade Records sein zweites Soloalbum für Herbst 2009 an. Das Release verschob sich bis zum Veröffentlichungsdatum von XOXO am 8. Juli 2011. Zwischenzeitlich war das zweite Album beinahe fertig, wurde dann aber doch wieder verworfen, da ihm die Songs nicht gefielen. Erst nach Caspers Umzug nach Berlin und dem Wechsel zum Label Four Music wurde das Album fertiggestellt.
Für Casper ist XOXO eine Zusammenfassung seiner musikalischen Einflüsse. Laut eigener Aussage wurde während der Produktionsphase ein Regelwerk verfasst, wonach die enthaltenen Stücke konzipiert wurden. So durften weder Klischee-Elemente aus Rap, noch Kompositionen mit Crossover-Bezügen enthalten sein.

„Wir hatten im Studio viele kleine Zettel hängen. Regel 1: ‚Crossover ist der Feind‘. Alles, was auch nur annähernd nach Crossover erinnerte, haben wir sofort weggeschmissen. Regel 2: ‚Wie-Vergleiche sind verboten‘. Dieses Rappertum wollten wir komplett entfernen.“

Das Album-Cover gestaltete der Grafik-Designer Hassan Haider, der zudem Sänger der Post-Hardcore-Band Patsy O’Hara ist. Gitarrist Michael Zolkiewicz von Patsy O’Hara war Live-Gitarrist von Casper.

## Titelliste
1. Der Druck steigt (Die Vergessenen Pt. 1) – 3:30
2. Blut sehen (Die Vergessenen Pt. 2) – 3:18
3. Auf und davon – 3:43
4. XOXO (mit Thees Uhlmann) – 4:03
5. Michael X – 5:00
6. Alaska – 4:37
7. Das Grizzly Lied – 4:02
8. So perfekt (mit Marteria) – 3:41
9. Die letzte Gang der Stadt – 2:52
10. 230409 – 3:56
11. Lilablau – 3:28
12. Arlen Griffey (Prelude) – 0:58
13. Kontrolle/Schlaf – 5:21
14. So perfekt (Drunken Masters Remix exklusiv bei Amazon.de) – 4:50

## Rezeption

### Chartplatzierungen
| ChartsChartplatzierungen | Höchstplatzierung | Wochen |
| ------------------------ | ----------------- | ------ |
| Deutschland (GfK)        | 1 (58 Wo.)        | 58     |
| Österreich (Ö3)          | 14 (13 Wo.)       | 13     |
| Schweiz (IFPI)           | 30 (5 Wo.)        | 5      |

### Kritik
Klaus Buchholz von The Gap schreibt: "Casper erforscht mit seinem zweiten Album »XOXO« den Mehrwert von HipHop. Seine eindrucksvolle Selbstverwirklichung zwischen den Genres ist eine große Geste deutscher Popmusik."
Lisa Wörner von laut.de bewertete das Album mit fünf von fünf Sternen und lobte es als „lyrische und musikalische Explosion“. Das Album sei sehr persönlich und Caspers Stimme brenne sich in Kopf und Herz.
In der taz schreibt Tobias Nolte:

„XOXO ist das Ergebnis einer positiven Dialektik aus HipHop und Hardcore, Zerstörung und Erneuerung, Lachen und Weinen, Zurücklassen und Wiederfinden, Liebe und Wut, Depression und Hoffnung, alles geht fließend ineinander über.“

In der Zeit schreibt Thomas Winkler:

„XOXO ist tatsächlich ein Befreiungsschlag, der dem Sprechgesang neue Regionen erschließt, indem er altes Lagerdenken konsequent ignoriert.“